# Războieni
Războieni is een Roemeense gemeente in het district Neamț.
Războieni telt 2296 inwoners.